# Étréchy (Essonne)
Pour les articles homonymes, voir Étréchy.
Étréchy (prononcé [et̪ʁeʃi] ) est une commune française située à quarante-deux kilomètres au sud-ouest de Paris dans le département de l'Essonne en région Île-de-France.

## Géographie

### Situation

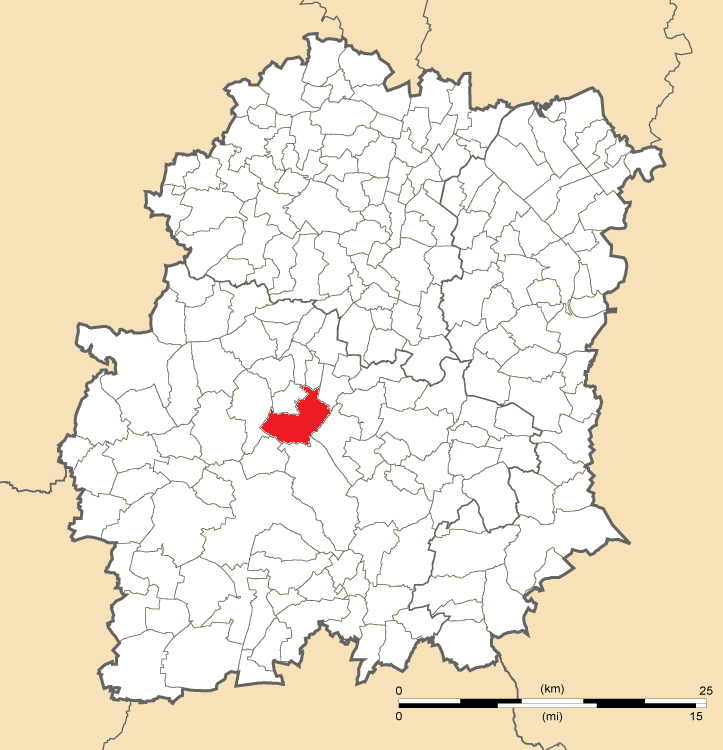
Position d’Étréchy en Essonne.

Étréchy est située à quarante-deux kilomètres au sud-ouest de Paris-Notre-Dame, point zéro des routes de France, vingt-quatre kilomètres au sud-ouest d'Évry, sept kilomètres au nord-est d'Étampes, douze kilomètres au sud-ouest d'Arpajon, douze kilomètres à l'ouest de La Ferté-Alais, quatorze kilomètres au sud-est de Dourdan, dix-huit kilomètres au sud-ouest de Montlhéry, vingt-trois kilomètres au nord-ouest de Milly-la-Forêt, vingt-cinq kilomètres au sud-ouest de Corbeil-Essonnes, vingt-cinq kilomètres au sud-ouest de Palaiseau.
C'est une étape du pèlerinage de Saint-Jacques-de-Compostelle par la via Turonensis.
La ville se trouve dans l'aire d'attraction de Paris, dans la zone d'emploi d'Étampes et est la ville-centre de son unité urbaine ainsi que de son bassin de vie

### Communes limitrophes
Les communes limitrophes sont Mauchamps, Auvers-Saint-Georges, Brières-les-Scellés, Chamarande, Chauffour-lès-Étréchy, Morigny-Champigny, Saint-Sulpice-de-Favières et Villeconin.
| Saint-Sulpice-de-Favières        | Mauchamps | Chamarande           |
| Chauffour-lès-Étréchy Villeconin | Étréchy   | Auvers-Saint-Georges |
| Brières-les-Scellés              |           | Morigny-Champigny    |

### Géologie et relief
La superficie de la commune est de 14,06 km2 ; son altitude varie de 63  à   156 mètres. 

### Hydrographie

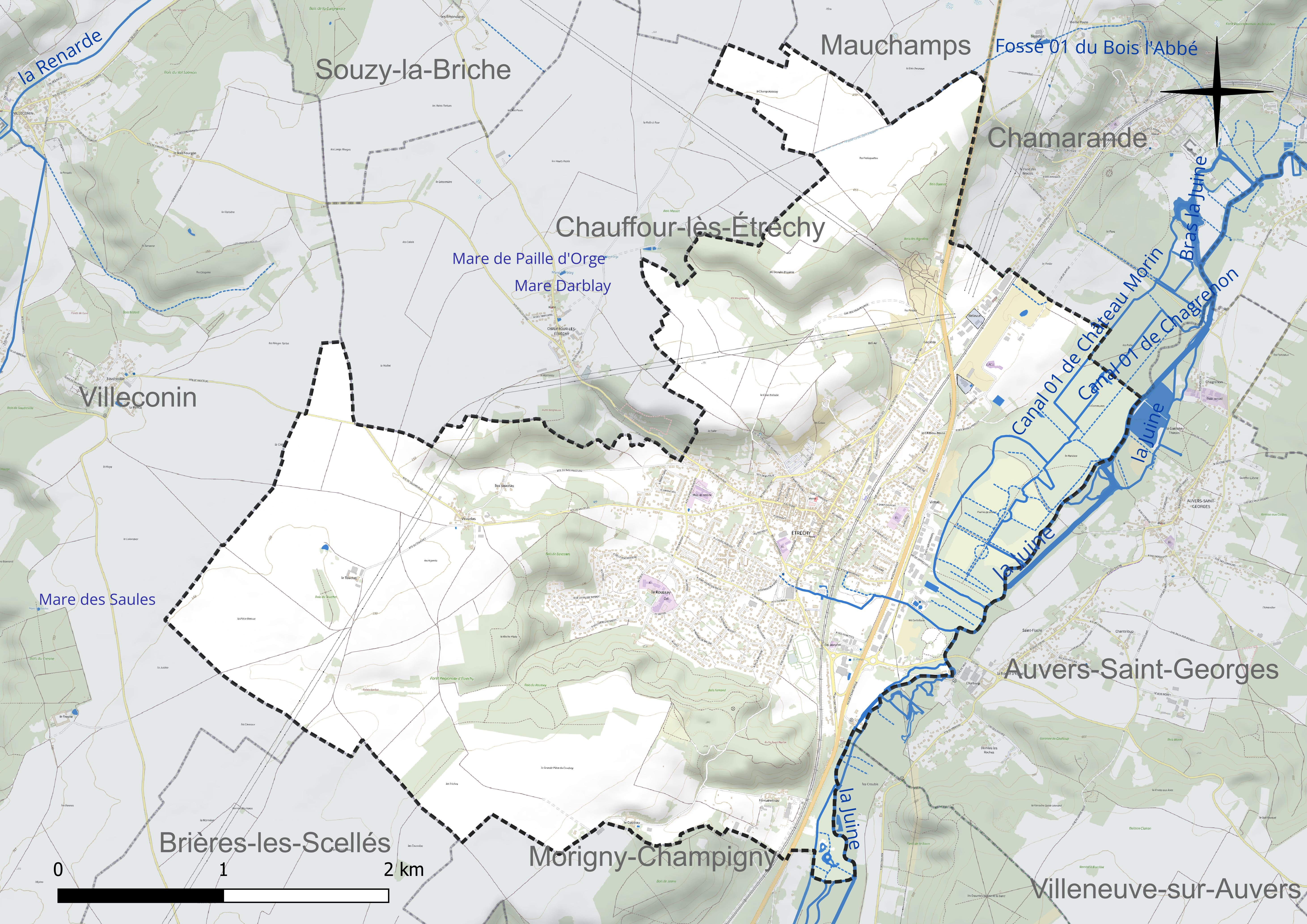
Carte hydrographique de la commune.

La commune est limitée à l'est par la rivière Juine, un affluent de l'Essonne et donc un sous-affluent de la Seine.
La source qui resurgit dans le lavoir a généré un ruisseau qui se jette dans la Juine. Il est en partie souterrain, car couvert par endroits. Il s’appelle « ruisseau des Corps-Saints ». 

### Climat
Pour des articles plus généraux, voir Climat de l'Île-de-France et Climat de l'Essonne.
En 2010, le climat de la commune est de type climat océanique dégradé des plaines du Centre et du Nord, selon une étude du CNRS s'appuyant sur une série de données couvrant la période 1971-2000. En 2020, Météo-France publie une typologie des climats de la France métropolitaine dans laquelle la commune est exposée à un climat océanique altéré et est dans la région climatique Sud-ouest du bassin Parisien, caractérisée par une faible pluviométrie, notamment au printemps (120 à 150 mm) et un hiver froid (3,5 °C).
Pour la période 1971-2000, la température annuelle moyenne est de 11,3 °C, avec une amplitude thermique annuelle de 15,4 °C. Le cumul annuel moyen de précipitations est de 651 mm, avec 10,8 jours de précipitations en janvier et 7,7 jours en juillet. Pour la période 1991-2020, la température moyenne annuelle observée sur la station météorologique la plus proche, située sur la commune de Dourdan à 14 km à vol d'oiseau, est de 11,4 °C et le cumul annuel moyen de précipitations est de 654,2 mm,. Pour l'avenir, les paramètres climatiques de la commune estimés pour 2050 selon différents scénarios d'émission de gaz à effet de serre sont consultables sur un site dédié publié par Météo-France en novembre 2022.

### Milieux naturels et biodiversité
Les berges de la Juine et les bois entourant le bourg ont été recensés au titre des espaces naturels sensibles par le conseil départemental de l'Essonne.
La commune est couverte dans son ensemble par le site inscrit "Vallée de la Juine" et l'est de la commune, en particulier la prairie de Vintué et la butte Saint-Martin, est compris dans le site classé "vallée de la Juine et ses abords" (voir l'article Liste des sites classés de l'Essonne pour plus de détails).

## Urbanisme

### Typologie
Au 1er janvier 2024, Étréchy est catégorisée petite ville, selon la nouvelle grille communale de densité à sept niveaux définie par l'Insee en 2022.
Elle appartient à l'unité urbaine d'Étréchy, une agglomération intra-départementale regroupant six  communes, dont elle est ville-centre,,. 
Par ailleurs la commune fait partie de l'aire d'attraction de Paris, dont elle est une commune de la couronne,. Cette aire regroupe 1 929 communes,.

### Occupation des solssimplifiée

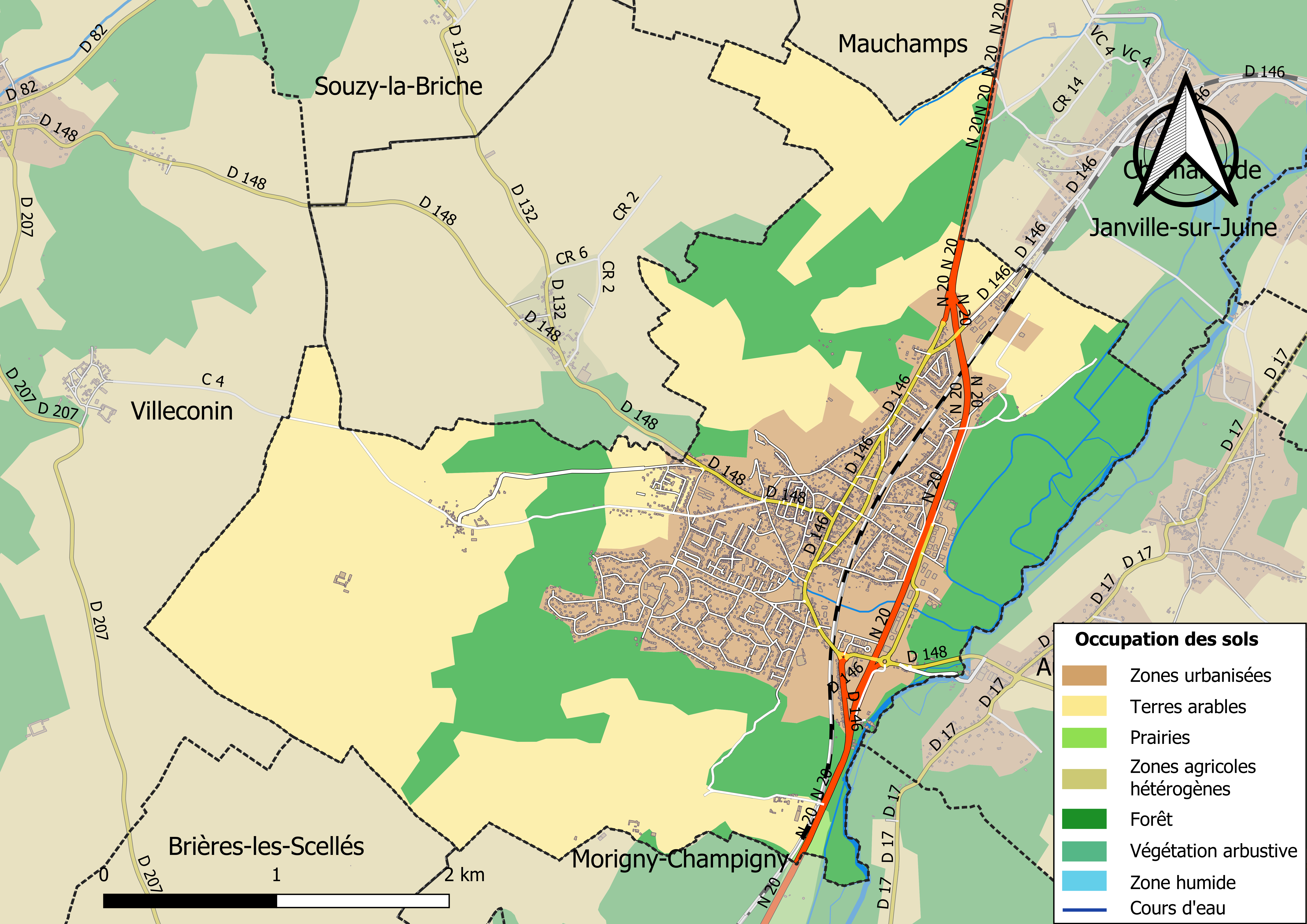
Carte des infrastructures et de l'occupation des sols de la commune en 2018 (CLC).

Le territoire de la commune se compose en 2017 de 76,77 % d'espaces agricoles, forestiers et naturels, 5,99 % d'espaces ouverts artificialisés et 17,24 % d'espaces construits artificialisés.

### Lieux-dits et écarts
Fontaineliveau, Vaucelas.

### Habitat et logement
En 2021, le nombre total de logements dans la commune était de 3 182, alors qu'il était de 2 961 en 2016 et de 2 842 en 2011. 
Parmi ces logements, 92,5 % étaient des résidences principales, 1,6 % des résidences secondaires et 5,9 % des logements vacants. Ces logements étaient pour 73,6 % d'entre eux des maisons individuelles et pour 26,2 % des appartements. 
Le tableau ci-dessous présente la typologie des logements à Étréchy en 2021 en comparaison avec celle de l'Essonne et de la France entière. Une caractéristique marquante du parc de logements est ainsi la faible proportion des résidences secondaires et logements occasionnels (1,6 %) par rapport au département (1,9 %) et à la France entière (9,7 %). 
| Typologie                                               | Étréchy | Essonne | France entière |
| ------------------------------------------------------- | ------- | ------- | -------------- |
| Résidences principales (en %)                           | 92,5    | 91      | 82,2           |
| Résidences secondaires et logements occasionnels (en %) | 1,6     | 1,9     | 9,7            |
| Logements vacants (en %)                                | 5,9     | 7,2     | 8,1            |

### Voies de communication et transports

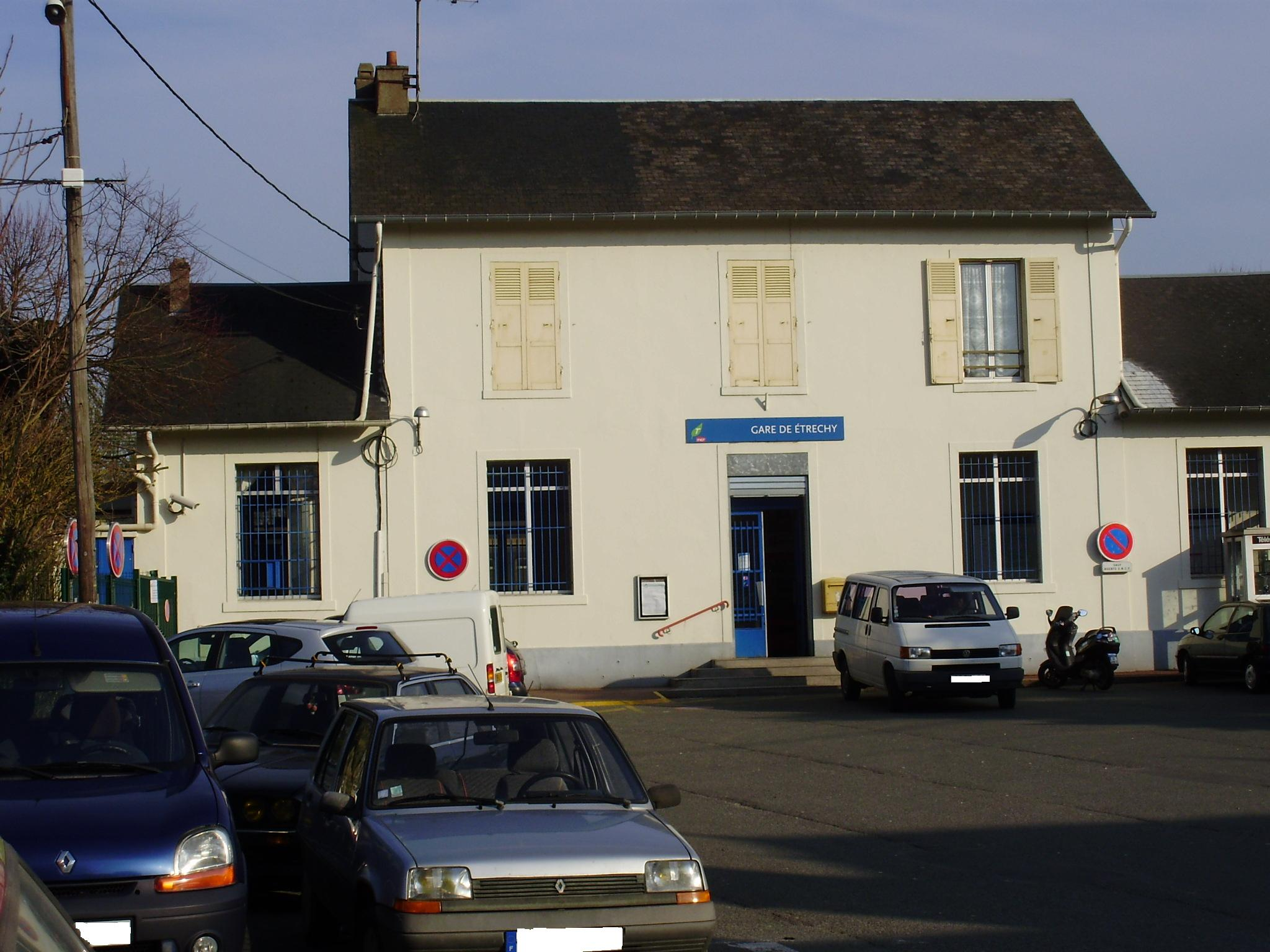
La gare d'Étréchy.

Elle est située sur la route nationale 20.
La commune dispose sur son territoire de la gare d'Étréchy desservie par la ligne C du RER d'Île-de-France.

## Toponymie
Estorciacum, Estorchiachum en 1458, Etrechy le Larron.
Sterpiniacum en 862 du latin stirps (–souche), les défrichements obtenus en enlevant jusqu'aux souches, c'était extirper.
Le nom du lieu tire son origine du mot latin strata via du nom d'une ancienne voie romaine traversant le bourg. Durant la Révolution elle fut appelée Étréchy-la-Montagne et repris son premier nom à sa création en 1793.

## Histoire

### Révolution française et Empire
La commune, institiuée sous la Révolution française, absorbe entre 1790 et 1794 celle de Vaucelas.

### Époque contemporaine
Pendant la Première Guerre mondiale, le château de Gravelles devient l'Hôpital auxiliaire de l'association des Dames de France (HAADF) n°508, tandis que madame Morin ouvre un Hôpital auxiliaire pour convalescents militaires (HACM).

## Politique et administration

### Rattachements administratifs et électoraux

#### Rattachements administratifs
Jusqu’à la loi du 10 juillet 1964, la commune faisait partie depuis la Révolution française du département de Seine-et-Oise. Le redécoupage des anciens départements de la Seine et de Seine-et-Oise fait que la commune appartient désormais à l'Essonne à la suite d'un transfert administratif effectif le 1er janvier 1968, et à son arrondissement d'Étampes. 
La commune était depuis 1801 intégrée au canton d'Étampes du département de Seine-et-Oise. Dans le cadre de la création du département de l'Essonne, elle devint en 1967 le chef-lieu du canton d'Étrechy, puis rejoint le canton de Dourdan dans le cadre du redécoupage cantonal de 2014 en France.

#### Rattachements électoraux
Pour les élections départementales, la commune fait partie depuis 2014 du canton  de Dourdan.
Pour l'élection des députés, elle fait partie de la troisième circonscription de l'Essonne.

### Intercommunalité

La Communauté de communes Entre Juine et Renarde dans le département de l'Essonne.

La commune est le siège de la communauté de communes Entre Juine et Renarde, un établissement public de coopération intercommunale (EPCI) à fiscalité propre créé fin 2003 et auquel la commune avait transféré un certain nombre de ses compétences, dans les conditions déterminées par le code général des collectivités territoriales.

### Élections municipales et communautaires

#### Élections les plus récentes
Élections municipales partielles de 2009 : 45,88 % pour Julien Bourgeois (UMP), 41,08 % pour Michel Gleyze (DVG), 58,60 % de participation.
Lors du second tour des élections municipales de 2014 dans l'Essonne,, la liste DVD menéee par Élisabeth Dailly — soutenue par le maire sortant Julien Bourgeois qui ne se représentait pas —obtient la majorité des suffrages exprimés, avec 1 499 voix (46,53 %, 22 conseillers municipaux élus dont 7 communautaires), devançant largement celles menées respectivement par, : 

-  Itshaham Ishaq (SE), bénéficiant de la fusion de la liste DVC du 1er tour menée par Alain Saforcada (1 098 voix, 34,08 %, 5 conseillers municipaux élus dont 2 communautaires) ; 

-  François Helie (FN,  624 voix (19,37 %, 2 conseillers municipaux élus dont 1 communautaire).

Lors de ce scrutin, 32,08 % des électeurs se sont abstenus. 
Au second tour des élections municipales de 2020 dans l'Essonne, la liste DIV menée par Julien Garcia  obtient la majorité des suffrages exprimés, avec 863 voix (38,38 %, 21 nconseillers municipaux élus dont 7 communautaires), devançant largement les listes menées respectivement par : 

- Dominique Echaroux, ancien maire de Roinville-sous-Dourdan (DVC/LR, 656 voix, 29,18 %, 4 conseillers municipaux élus dont 1 communautaire) ; 

- Fanny Mezaguer (DIV, 495 voix, 22,01 %, 3 conseillers municipaux élus dont 1 communautaire) ; 

- François-Valbert Helie (RN, 234 voix, 10,40 %, 1 conseiller municipal élu).

Lors de ce scrutin marqué par la pandémie de Covid-19 en France, 53,46 % des électeurs se sont abstenus.

### Liste des maires
| Période                                  | Période                     | Identité                    | Étiquette              | Qualité |
| ---------------------------------------- | --------------------------- | --------------------------- | ---------------------- | --- |
| 1790                                     | 1792                        | Jean-Claude Mahy            |                        | |
| 1792                                     | 1795                        | Jean-François Limet         |                        | |
| 1795                                     | 1800                        | Municipalité cantonale      |                        | |
| 1800                                     | 1816                        | Jean-François Limet         |                        | |
| 1816                                     | 1826                        | Christophe-Nicolas Brichard |                        | |
| 1826                                     | 1831                        | André-Nicolas Vattier       |                        | |
| 1831                                     | 1835                        | Jean-François Limet         |                        | |
| 1835                                     | 1837                        | Sulpice Beauvais            |                        | |
| 1837                                     | 1848                        | Louis Bonnet                |                        | |
| 1848                                     | 1851                        | Louis-Isidore Foye          | Majorité conservatrice | Sous-Préfet d’Étampes et député en 1834 |
| 1851                                     | 1852                        | Frédéric Janicot            |                        | |
| 1852                                     | 1871                        | Émile Lefebvre              |                        | |
| 1871                                     | 1875                        | L. Aury                     |                        | |
| 1875                                     | 1888                        | Louis-Antoine Gardien       |                        | |
| 1888                                     | 1889                        | Louis Bignon                |                        | |
| 1889                                     | ?                           | Eugène Duclair-Simonneau    |                        | |
|                                          |                             |                             |                        | |
| 1919                                     | 1941                        | Marcel Plisson              |                        | |
| 1941                                     | 1944                        | Georges Harlé               |                        | Président de la délégation spéciale |
| Les données manquantes sont à compléter. |                             |                             |                        | |
| octobre 1947                             | mars 1977                   | Lucien Henri Sergent        | DVD                    | Inspecteur des Finances Conseiller général d’Étréchy (1967 → 1998) Vice-président du conseil général de l'Essonne (1982 → 1994)                                           |
| mars 1977                                | mars 1983                   | Jean-Marie Rouquier         | PS                     | Professeur de lettres |
| mars 1983                                | 1996                        | Claude Casagrande           | UDF-CDS                | Directeur des jumelages à l'Association des maires de France Mandat écourté suite à un recours au Conseil d'État inversant les résultats de l'élection municipale de 1995 |
| 1996                                     | mars 2014                   | Julien Bourgeois            | RPR puis UMP           | Chef d'entreprise Président de la CC Entre Juine et Renarde (2003 → 2014)                                                                                                 |
| mars 2014                                | juillet 2020                | Élisabeth Dailly            | DVD                    | Ingénieure, ancienne adjointe au maire chargée de la culture |
| juillet 2020                             | En cours (au 24 avril 2025) | Julien Garcia               | DVD                    | Collaborateur parlementaire, ancien adjoint au maire Vice-président de la CC Entre Juine et Renarde (2020 → )                                                             |

### Autres élections
Lors du premier tour de l'élection présidentielle de 2017, les quatre premiers électeurs choisis par les électeurs de la commune sont Emmanuel Macron (22,64 % des suffrages exprimés), François Fillon (22,49 %), Marine Le Pen (20,73 %) et Jean-Luc Mélenchon (18,57 %). 
Au secondf tour, le candidat élu Emmanuel Macron obtient 2 147 voix (64,61 %) et Marine Le Pen 1 176 voix (35,39 %), lors d'un scrutin où 21,27 % des électeurs se sont abstenus.
Lors du premier tour de l'élection présidentielle de 2022, les quatre premiers électeurs choisis par les électeurs de la commune sont Emmanuel Macron (28,20 % des suffrages exprimés), Marine Le Pen (23,92 %), Jean-Luc Mélenchon (18,81 %) et Éric Zemmour (7,66 %). 
Au secondf tour, le candidat élu Emmanuel Macron obtient 2 018 voix (57,39 %) et Marine Le Pen 1 498 voix (42,61 %), lors d'un scrutin où 23,46 % des électeurs se sont abstenus.

### Jumelages
| Étréchy Lydd Ostrach |

Étréchy a développé des associations de jumelage avec :
- Lydd (Royaume-Uni) depuis 1970, en anglais Lydd, située à 288 kilomètres[37] ;
- Ostrach (Allemagne) depuis 1973, en allemand Ostrach, située à 537 kilomètres[38].

Elle a aussi développé un programme d'aide au développement avec Dano au Burkina Faso depuis 2005.

## Équipements et services publics

### Espaces publics
La commune d'Étréchy a été récompensée en 2009 par deux fleurs au concours des villes et villages fleuris.

### Enseignement
Les élèves d'Étréchy sont rattachés à l'académie de Versailles. 
La commune dispose sur son territoire des écoles primaires des Lavandières, Antoine de Saint-Exupéry et Robert Schuman et du collège du Roussay.

### Équipements culturels
Le conservatoire communal permet d'évoluer dans trois disciplines, le théâtre, la danse, et la musique, avec l'étude de dix-huit instruments différents. Elle dispose aussi du centre culturel Jean-Monnet.

### Santé
La commune dispose sur son territoire de la maison de retraite le Clos d'Étréchy. Un centre de protection maternelle et infantile est implanté dans la commune.

### Postes et télécommunications
Un bureau de poste est implanté à Étréchy.

### Justice, sécurité, secours et défense
La commune dispose sur son territoire d'un centre de secours

## Population et société

### Démographie
Les habitants sont appelés les Strépiniacois.

#### Évolution démographique
L'évolution du nombre d'habitants est connue à travers les recensements de la population effectués dans la commune depuis 1793. Pour les communes de moins de 10 000 habitants, une enquête de recensement portant sur toute la population est réalisée tous les cinq ans, les populations de référence des années intermédiaires étant quant à elles estimées par interpolation ou extrapolation. Pour la commune, le premier recensement exhaustif entrant dans le cadre du nouveau dispositif a été réalisé en 2007.

En 2022, la commune comptait 6 926 habitants, en évolution de +6,08 % par rapport à 2016 (Essonne : +2,89 %, France hors Mayotte : +2,11 %).
| 1793 | 1800 | 1806 | 1821  | 1831  | 1836  | 1841  | 1846  | 1851  |
| ---- | ---- | ---- | ----- | ----- | ----- | ----- | ----- | ----- |
| 888  | 951  | 981  | 1 038 | 1 171 | 1 227 | 1 236 | 1 213 | 1 175 |

| 1856  | 1861  | 1866  | 1872  | 1876  | 1881  | 1886  | 1891  | 1896  |
| ----- | ----- | ----- | ----- | ----- | ----- | ----- | ----- | ----- |
| 1 187 | 1 201 | 1 238 | 1 201 | 1 256 | 1 256 | 1 419 | 1 406 | 1 384 |

| 1901  | 1906  | 1911  | 1921  | 1926  | 1931  | 1936  | 1946  | 1954  |
| ----- | ----- | ----- | ----- | ----- | ----- | ----- | ----- | ----- |
| 1 394 | 1 395 | 1 543 | 1 557 | 1 763 | 1 828 | 1 707 | 1 848 | 2 176 |

| 1962  | 1968  | 1975  | 1982  | 1990  | 1999  | 2006  | 2007  | 2012  |
| ----- | ----- | ----- | ----- | ----- | ----- | ----- | ----- | ----- |
| 2 440 | 2 876 | 5 244 | 5 600 | 5 950 | 6 104 | 6 204 | 6 219 | 6 341 |

| 2017  | 2022  | - | - | - | - | - | - | - |
| ----- | ----- | - | - | - | - | - | - | - |
| 6 541 | 6 926 | - | - | - | - | - | - | - |

#### Pyramide des âges
En 2018, le taux de personnes d'un âge inférieur à 30 ans s'élève à 32,9 %, soit en dessous de la moyenne départementale (39,9 %). À l'inverse, le taux de personnes d'âge supérieur à 60 ans est de 29,2 % la même année, alors qu'il est de 20,1 % au niveau départemental.
En 2018, la commune comptait 3 192 hommes pour 3 450 femmes, soit un taux de 51,94 % de femmes, légèrement supérieur au taux départemental (51,02 %).
Les pyramides des âges de la commune et du département s'établissent comme suit.
| Hommes | Classe d’âge | Femmes |
| ------ | ------------ | ------ |
| 1,0    | 90 ou +      | 2,5    |
| 9,1    | 75-89 ans    | 11,9   |
| 15,8   | 60-74 ans    | 17,9   |
| 20,4   | 45-59 ans    | 20,9   |
| 18,0   | 30-44 ans    | 16,5   |
| 18,1   | 15-29 ans    | 15,6   |
| 17,6   | 0-14 ans     | 14,8   |

| Hommes | Classe d’âge | Femmes |
| ------ | ------------ | ------ |
| 0,5    | 90 ou +      | 1,4    |
| 5,4    | 75-89 ans    | 7,2    |
| 12,9   | 60-74 ans    | 13,9   |
| 20     | 45-59 ans    | 19,4   |
| 19,9   | 30-44 ans    | 20,1   |
| 20     | 15-29 ans    | 18,2   |
| 21,3   | 0-14 ans     | 19,8   |

### Manifestations culturelles et festivités
La Fête des Cocus tous les ans au mois de mai est une manifestation des traditions locales.

### Sports et loisirs
Le club de tir à l'arc d’Étréchy est une section de l’association sportive d’Étréchy. La commune dispose de deux stades, dont un d'athlétisme et d'un stand de tir.
Le club de badminton d'Étrechy (BSE) est une section de l'association sportive d'Étréchy. La commune dispose de deux gymnases, de plus le club s'est associé avec celui d'Étampes qui dispose de deux gymnases. Ils organisent un tournoi chaque année nommée Badafond ou près de 300 joueurs y participes.

### Cultes

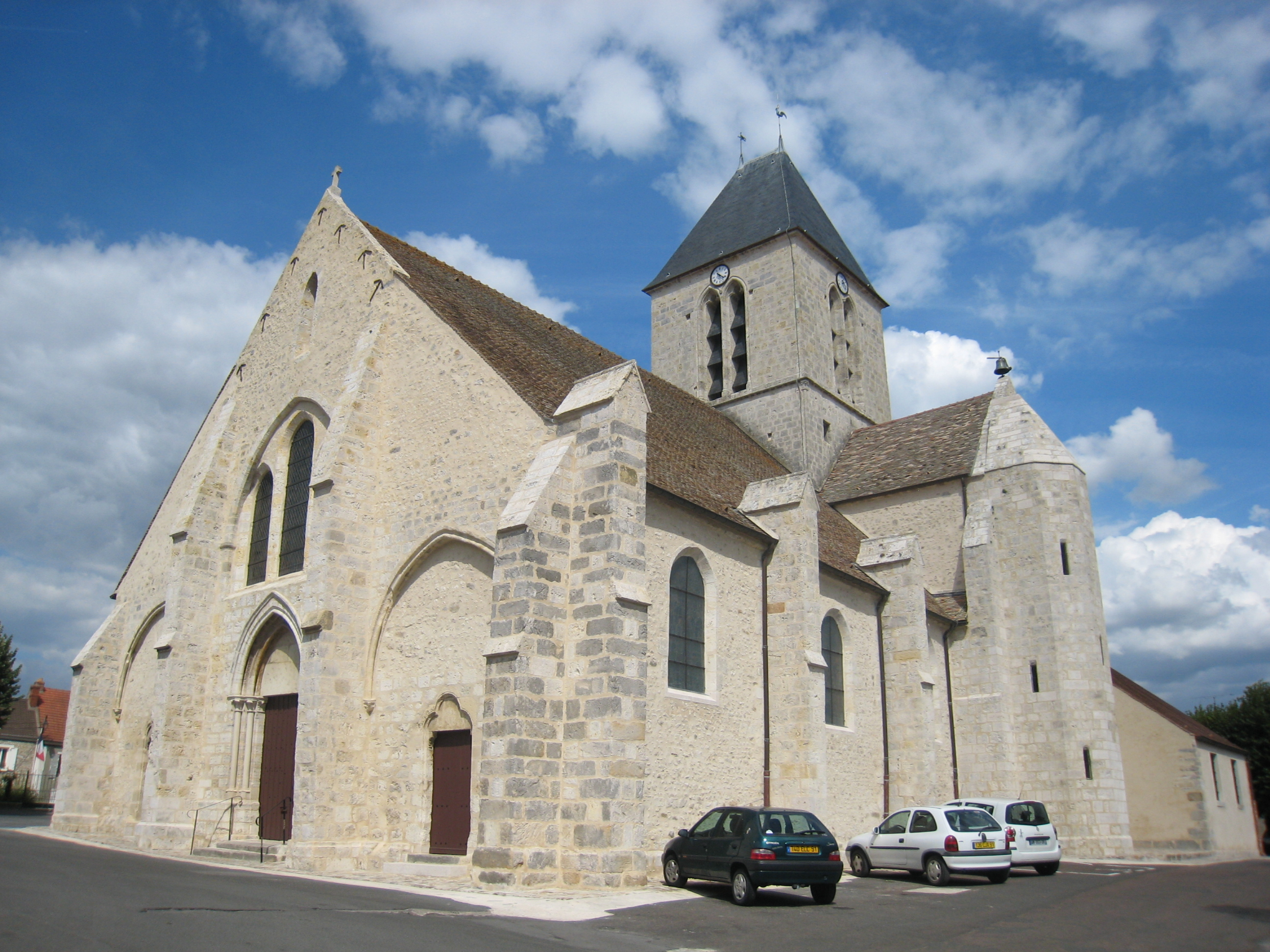
L'église Saint-Étienne.

La paroisse catholique d'Étréchy est rattachée au secteur pastoral de la Vallée de la Juine-Étréchy et au diocèse d'Évry-Corbeil-Essonnes. Elle dispose de l'église Saint-Étienne.
Elle est le siège du doyenné de la vallée de la Juine-Étréchy.

### Médias
L'hebdomadaire Le Républicain relate les informations locales. La commune est en outre dans le bassin d'émission des chaînes de télévision France 3 Paris Île-de-France Centre, IDF1 et Téléssonne intégré à Télif.

## Économie

### Emplois, revenus et niveau de vie
En 2006, le revenu fiscal médian par ménage était de 22 849 €, ce qui plaçait la commune au mille neuvième rang parmi les 30 687 communes de plus de cinquante ménages que compte le pays et au quatre-vingt treizième rang départemental.
| Répartition des emplois par catégories socioprofessionnelles en 2006. |              |                                           |                                                   |                            |                          |                           |
|                                                                       | Agriculteurs | Artisans, commerçants, chefs d’entreprise | Cadres et professions intellectuelles supérieures | Professions intermédiaires | Employés                 | Ouvriers                  |
| Étréchy                                                               | 0,6 %        | 7,7 %                                     | 10,1 %                                            | 28,3 %                     | 30,3 %                   | 22,9 %                    |
| Zone d'emploi de Dourdan                                              | 0,7 %        | 6,0 %                                     | 18,9 %                                            | 28,5 %                     | 26,3 %                   | 19,6 %                    |
| Moyenne nationale                                                     | 2,2 %        | 6,0 %                                     | 15,4 %                                            | 24,6 %                     | 28,7 %                   | 23,2 %                    |
| Répartition des emplois par secteurs d’activités en 2006.             |              |                                           |                                                   |                            |                          |                           |
|                                                                       | Agriculture  | Industrie                                 | Construction                                      | Commerce                   | Services aux entreprises | Services aux particuliers |
| Étréchy                                                               | 1,3 %        | 7,0 %                                     | 8,5 %                                             | 27,4 %                     | 8,1 %                    | 9,1 %                     |
| Zone d'emploi de Dourdan                                              | 1,7 %        | 10,4 %                                    | 7,5 %                                             | 11,8 %                     | 21,6 %                   | 6,9 %                     |
| Moyenne nationale                                                     | 3,5 %        | 15,2 %                                    | 6,4 %                                             | 13,3 %                     | 13,3 %                   | 7,6 %                     |
| Sources : Insee,                                                      |              |                                           |                                                   |                            |                          |                           |

## Culture locale et patrimoine

### Lieux et monuments

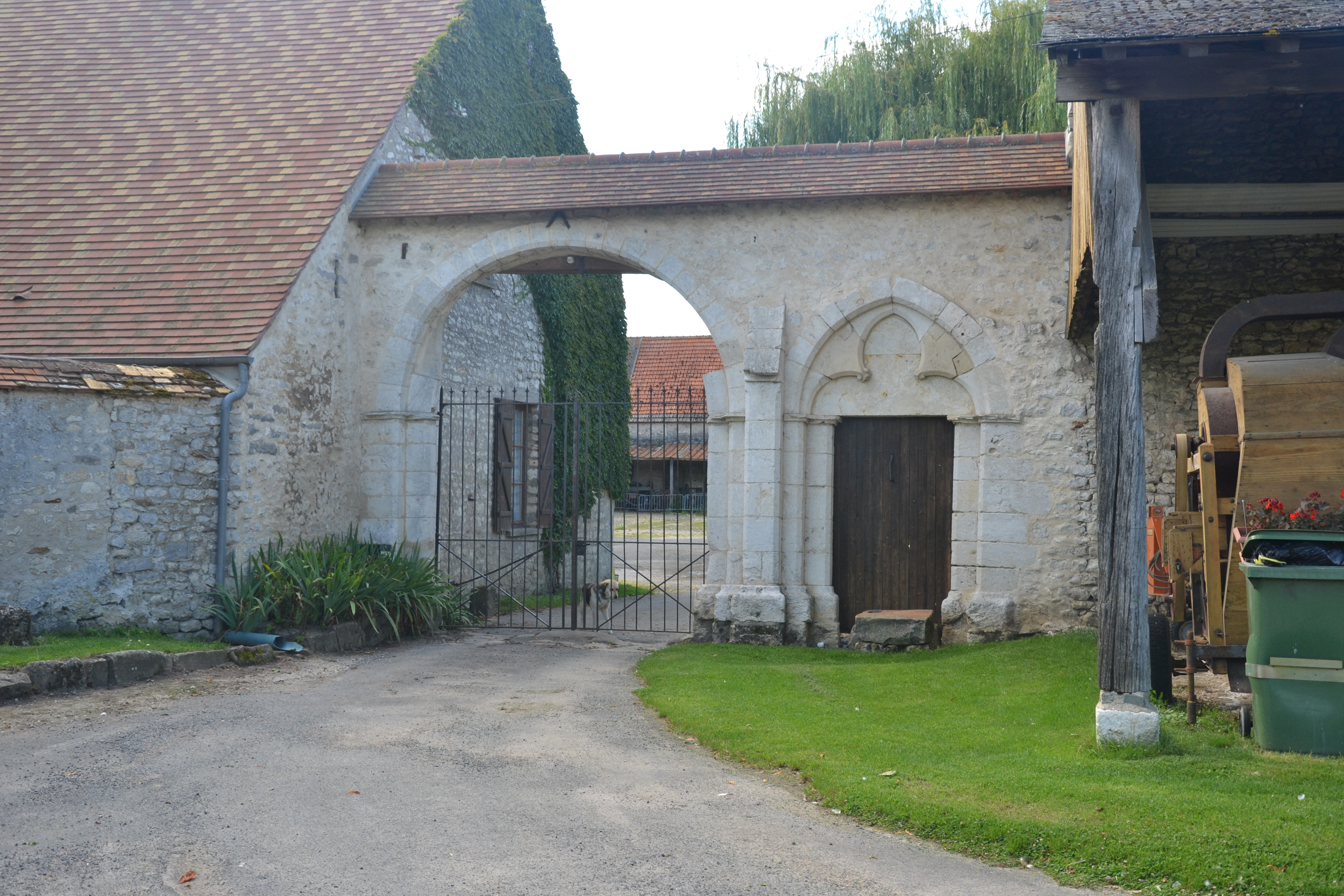
L'entrée de la Ferme du Touchet.

- L'église Saint-Étienne des XIIIe et XIVe siècles a été classée aux monuments historiques le 18 mai 1908[61].
- Le pont-aqueduc de la Jeurre construit en 1792 a été inscrit aux monuments historiques le 20 février 1990[62].
- Le portail de la ferme du Touchet du XIIIe siècle a été inscrit aux monuments historiques le 17 avril 1931[63].
- La porte de la ferme du Roussay du XVe siècle a été inscrite  aux monuments historiques le 11 janvier 1944[64].
- Le centre bourg est classé comme site patrimonial remarquable SPR1100039 (ancienne ZPPAUP).

### Personnalités liées à la commune
Différents personnages publics sont nés, décédés ou ont vécu à Étréchy :
- Aymé Stanislas Darblay (1794-1878), industriel et homme politique, y est né ;
- Antoine Lenègre (1818-1867), relieur français, décédé sur la commune.
- Maurice Dormann (1878-1947), homme politique, y est né ;
- Jacques Chambaz (1923-2004), professeur d'histoire et homme politique, y est né ;
- Alain Frontier (1937-), poète et grammairien, y a vécu jusqu'en 1960 ;
- Guy Bethery, né en 1920, coureur cycliste, spécialiste du demi-fond ;
- Serge Frontier (1934-2011), scientifique (étude du plancton et écologie numérique), y a passé son enfance ;
- Denis Langlois (1940-), écrivain et avocat, y est né ;
- Erwan Le Corre (en) (né en 1971), français naturalisé américain, créateur du Mouvement naturel ou Movnat (une méthode d’entraînement physique aussi appelée Paléo-fitness), y a passé une partie de sa jeunesse.
- Rémi-Louis Menoret, dit Yves-Marie Rudel (1907-1984), journaliste et écrivain, y est né.

### Héraldique et logotype
| Blason de Étréchy (Essonne) | Blason  | Coupé : au premier parti, au un de gueules à la croix de Malte d'argent, au deux d'argent à l'aigle au vol abaissé de sable, armée, lampassée, becquée et couronnée d'or, l'aile dextre d'azur chargée de six annelets aussi d'or ordonnés un, deux et trois ; au second d'azur à la fasce d'argent |
| Blason de Étréchy (Essonne) | Détails | |
| Blason de Étréchy (Essonne) | Alias   | ' |

## Pour approfondir